# Cari genitori
Cari genitori è stato un programma televisivo andato in onda su Canale 5 dal 12 settembre 1988 al 4 gennaio 1991, e su Rete 4 dal 7 gennaio 1991 al 27 giugno 1992. Conduttrici del programma sono state Enrica Bonaccorti, che ha condotto la trasmissione per tre edizioni, dal 12 settembre 1988 al 29 giugno 1991, e Sandra Milo, che ne ha condotto l'ultima stagione, dal 30 settembre 1991 al 27 giugno 1992.

## Format
Il game-show può essere a tutti gli effetti considerato uno spin-off di Tra moglie e marito, gioco preserale di Canale 5 condotto con successo da Marco Columbro dal 1987 al 1991. Se nella trasmissione di Columbro si verifica, attraverso domande spesso ironiche e provocatorie, l'affinità delle coppie di coniugi, in Cari genitori, sempre attraverso quesiti più o meno indiscreti, si sonda il rapporto tra genitori e figli. Il programma ha per protagoniste tre squadre composte da quattro persone, due genitori e due figli, che rimangono in gara per un'intera settimana. Il format prevede che nelle puntate del lunedì, mercoledì e venerdì, dopo aver fatto uscire i genitori dallo studio, pongano ai figli tre domande su aneddoti e vita familiare. Al termine di tali domande i genitori rientrano in studio e per ogni risposta che coincide con quella data dai figli (che viene scritta su di una lavagnetta) si guadagnano 500.000 lire. Nelle puntate del martedì, giovedì e sabato, s'invertono i ruoli: i genitori rispondono alle domande che poi dovranno essere indovinate dai figli. Alla fine della puntata del sabato la famiglia che raggiunge il montepremi più alto durante tutta la settimana viene proclamata vincitrice e si porta a casa l'intera somma in gettoni d'oro. Il lunedì successivo si ricomincia da capo con tre nuove squadre.

## Conduzione e collocazione in palinsesto
La trasmissione inizia il 12 settembre del 1988 ed è inizialmente programmata su Canale 5 alle ore 13:30, ottenendo un buon riscontro di pubblico nonostante la forte contro-programmazione (l'edizione meridiana del TG1 e la soap opera Sentieri su Rete 4, all'epoca molto seguita) e riportando al successo Enrica Bonaccorti, reduce dalle non troppo fortunate esperienze di Ciao Enrica e La giostra della precedente annata televisiva. La conduttrice, al termine di ogni puntata, ama salutare il pubblico con l'espressione: «Vi aspetto tutti, come sempre a braccia aperte».
Visto il successo, nell'estate del 1989 si decide di spostare il programma in fascia preserale al posto di Tra  moglie e marito, mantenendo la stessa formula ma cambiando il titolo in Cari genitori estate. Nell'autunno dello stesso anno la trasmissione ritorna nella consueta collocazione delle 13:30, dove rimane per tutta la stagione 1989/1990 (dal 4 settembre al 30 giugno) e per la prima parte della successiva, dal 10 settembre 1990 al 4 gennaio 1991.
Appurato che il pubblico della trasmissione è composto prevalentemente da donne, a partire dal 7 gennaio 1991 i vertici Fininvest decidono infatti di spostare Cari genitori su Rete 4, rete all'epoca dedicata al pubblico femminile, alle ore 18.30, subito prima del talk show C'eravamo tanto amati. Tale mossa, unita alla ripetitività della formula, si rivela però fallimentare in quanto Cari genitori si trova a scontrarsi con l'allora seguitissimo game-show La ruota della fortuna, trasmesso alla stessa ora sull'ammiraglia Fininvest, e fa così perdere al programma diversi punti di share.
Nell'autunno del 1991, nonostante il calo di ascolti, si decide di proporre una quarta stagione in onda sempre su Rete 4 a partire dal 30 settembre, ma spostandolo dal preserale al mattino. Alla conduzione, al posto della Bonaccorti, passata alla guida di Non è la Rai, subentra senza troppa fortuna Sandra Milo. Il programma, per il quale viene realizzata dopo tre anni una nuova scenografia, non riesce a conquistare il pubblico della fascia mattutina e dunque, alla fine della stagione televisiva, il 27 giugno del 1992, viene definitivamente cancellato dai palinsesti.

## Puntate speciali
In occasione delle feste natalizie furono realizzate delle puntate speciali con protagoniste delle famiglie VIP. 
Il 25 dicembre del 1988 va in onda una puntata con protagoniste le famiglie Carrisi (Al Bano e Romina Power con i figli Ylenia, Yari, Cristel e Romina Junior), Valenti (Paolo con la moglie Bruna e i figli Graziano e Paola), Graziani (Francesco con la moglie Susanne e i figli Gabriele e Valentina). 
Il 31 dicembre del 1989 va in onda una puntata speciale all'interno del programma Buon Anno con Canale 5 - Tutti insieme affezionatamente, nel quale i conduttori dei game-show di Canale 5 si trasformano in concorrenti. Partecipano le famiglie Cuccumbro, formata dai genitori Lorella Cuccarini e Marco Columbro con i rispettivi figli Gabriella Golia e Daniele Formica. La Famiglia Smatello, formata da Umberto Smaila e Rosanna Fratello con i figli Bobby Solo e Little Tony. La famiglia Ippolicchi, formata da Gianni Ippoliti ed Iva Zanicchi, con i figli Sabina Stilo e Corrado Tedeschi.

## Studi di registrazione
La prima edizione del programma viene registrata presso lo Studio A del Centro di Produzione Bravo Productions di Milano in Via Mambretti 9/13 e successivamente presso lo studio  10 di Mediaset a Cologno Monzese.
Dalla seconda edizione, il programma viene trasferito a Roma, presso lo Studio Clodio della C.C.C. (Cerrato Compagnia Cinematografica) in Via Augusto Riboty 18. La quarta ed ultima edizione, condotta da Sandra Milo, va invece in onda dallo Studio 2 del Centro Palatino, sempre a Roma. La scenografia è curata da Graziella Evangelista.